# 三大差别
三大差别是中华人民共和国政治术语，意指工农差别、城乡差别、脑体差别（脑力劳动和体力劳动的差别）。

## 起源
《共产党宣言》指出：要“把农业和工业结合起来；通过把人口更平均地分布于全国的办法逐步消灭城乡差别。”
马克思《哥达纲领批判》指出：“在共产主义社会高级阶段，在迫使个人奴隶般地服从分工的情形已经消失，从而脑力劳动和体力劳动的对立也随之消失之后；……社会才能在自己的旗帜上写上：各尽所能，按需分配！”
列宁《伟大的创举》指出：“为了完全消灭阶级，不仅要推翻剥削者即地主和资本家，不仅要废除他们的所有制，而且要废除任何生产资料私有制，要消灭城乡之间、体力劳动者和脑力劳动者之间的差别。这是很长时期才能实现的事业。”

## 概述
“缩小三大差别”或“消灭三大差别”是中华人民共和国文革期间被反复强调的概念。
毛泽东1958年8月在审阅《中共中央关于在农村建立人民公社问题的决议》稿时加写了一段文字：“然后再经过多少年，社会产品极大地丰富了，全体人民的共产主义的思想觉悟和道德品质都极大地提高了，全民教育普及并且提高了，社会主义时期还不得不保存的旧社会遗留下来的工农差别、城乡差别、脑力劳动与体力劳动的差别，都逐步地消失了，反映这些差别的不平等的资产阶级法权的残余，也逐步地消失了，国家职能只是为了对付外部敌人的侵略，对内已经不起作用了，在这种时候，我国社会就将进入各尽所能，各取所需的共产主义时代。”这可能是有文字记录的最早的“三大差别”并提。
《解放日报》1966年2年4日提到“工农差别、城乡差别、脑力劳动和体力劳动的差别”。而“三大差别”一词最早出现在大众媒体，可能是1966年4月6日的《人民日报》。
《人民日报》1967年7月9日文章《坚持知识青年上山下乡的正确方向》指出：知识青年上山下乡“对于缩小城乡差别、工农差别、脑力劳动和体力劳动差别，对于巩固无产阶级专政，防止资本主义复辟，都具有重大的意义。”因此“缩小三大差别”是官方提供的上山下乡运动的重要理由之一。